# Konosuke Matsushita
Kōnosuke Matsushita (松下 幸之助) was een Japans industrieel die Panasonic, het grootste electronicabedrijf van Japan, oprichtte.

## Biografie

### Jonge jaren
Kōnosuke Matsushita werd geboren in 1894 in Wasa in de prefectuur Wakayama als zoon van een landheer. De slechte investeringsbeslissingen van zijn vader in de rijsthandel ruïneerden de financiën van het gezin, en Matsushita werd naar Osaka gestuurd om te gaan werken. In 1910, op 16-jarige leeftijd, werd Matsushita aangenomen als bedradingsassistent voor de Osaka Electric Light Company. 

### Matsushita
Matsushita wilde een nieuwe lamphouder op de markt brengen die hij had uitgevonden. Op 7 maart 1918 richtte hij samen met de zus Toshio  en haar man Toshio Iue (later oprichter van Sanyo) het bedrijf Matsushita Denki Kigu Seisakujo (Matsushita Electric Industrial Company) op. Hij had drie medewerkers, het equivalent van € 40 startkapitaal en het prototype van zijn nieuw uitgevonden lamphouder. Het succes van het bedrijf was echter gebaseerd op de productie en marketing van een bolvormige gloeilamp. Om aan de vraag naar deze lamp te voldoen, zette Matsushita al snel een verkoopnetwerk op in heel Japan. Matsushita gebruikte het nationaal geregistreerd handelsmerk op zijn producten en verlaagde de prijzen om zijn lamp massaal te produceren. Matsushita publiceerde ook landelijke krantenadvertenties, een ongebruikelijke vorm van marketing in het Japan van de jaren twintig. Gedurende deze tijd trouwde hij met een zus van Iue Toshio.
Na de Tweede Wereldoorlog groeide Matsushita uit tot een van de grootste bedrijven ter wereld voor elektrische producten, die werden verkocht onder merknamen als Panasonic en Technics. In 1961 trad hij af als voorzitter van het bedrijf en werd opgevolgd door Masaharu Matsushita. Hij ging in 1973 met pensioen. In 1987 ontving hij het grootlint van de Paulownia-Zonneorde.

### Managementpraktijk
In 1929 introduceerde Matsushita een innovatieve managementpraktijk onder het motto "harmonie tussen bedrijfswinst en sociale rechtvaardigheid". In 1933 verkondigde Matsushita zijn "zeven leiderschapsprincipes": openbare dienstverlening, rechtvaardigheid en eerlijkheid, teamwerk voor gemeenschappelijke doelen, meedogenloos streven naar verbetering, beleefdheid en nederigheid, naleving van de natuurwetten en ten slotte dankbaarheid voor zegeningen.